# (3396) Muazzez
(3396) Muazzez (A915 TE) – planetoida z pasa głównego asteroid okrążająca Słońce w ciągu 6,24 lat w średniej odległości 3,39 j.a. Odkrył ją Max Wolf 15 października 1915 roku.